# استیضاح علی‌اصغر فانی
استیضاح علی‌اصغر فانی، دومین استیضاح وزراء دولت یازدهم جمهوری اسلامی است که در چهارشنبه ۳ تیر ۱۳۹۴ در مجلس شورای اسلامی برگزار شد و نهایتاً استیضاح وزیر آموزش و پرورش با ۷۶ رأی موافق، ۱۶۷ رأی مخالف و ۱۳ رأی ممتنع از مجموع ۲۵۶ رأی مأخوذه، رأی نیاورده و علی اصغر فانی به عنوان وزیر آموزش و پرورش ابقاء گردید.
| استیضاح وزیر آموزش و پرورش | سخنرانان موافق استیضاح | سخنرانان مخالف استیضاح               | آراء موافق | آراء مخالف | آراء ممتنع | تأیید |
| -------------------------- | --- | ------------------------------------ | ---------- | ---------- | ---------- | ----- |
| علی‌اصغر فانی               | جبار کوچکی‌نژاد ارم ساداتی سید مهدی موسوی‌نژاد نادر قاضی پور فرهاد بشیری حامد قادرمزی محسن علیمردانی محمدسعید انصاری محمود شکری محمدقسیم عثمانی سید حسین نقوی حسینی | غلامرضا تاجگردون غلامرضا مصباحی مقدم | ۷۶         | ۱۶۷        | ۱۳         | آری   |

## زمینه‌ها
در ۳۱ فروردین ۱۳۹۳، مجلس شورای اسلامی به دلیل انتصابات علی اصغر فانی، وزیر آموزش و پرورش از اصلاح طلبان، با ۷۱ رأی موافق، ۱۱۵ رأی مخالف و ۱۱ رأی ممتنع از مجموع ۲۰۲ رأی مأخوذه به وی کارت زرد مجلس داد. پیش از وی علی طیب نیا، رضا فرجی دانا و علی جنتی نیز از مجلس کارت زرد گرفته بودند و فانی چهارمین وزیر دولت یازدهم بود، که با دریافت کرد زرد با هشدار مجلس مواجه شد.
در ۷ بهمن ۱۳۹۳ نیز، بار دیگر فانی برای پاسخگویی به سؤال نمایندگان در مجلس حاضر شد که این بار نیز با کسب ۷۴ رأی موافق، ۱۱۴ رأی مخالف و ۱۴ رأی ممتنع از مجموع ۲۱۵ رأی مأخوذه، نتوانست نمایندگان را قانع کند و دومین کارت زرد خود و نهمین کارت زرد دولت یازدهم را از مجلس دریافت کرد.
در تابستان ۱۳۹۳ و مصادف با استیضاح رضا فرجی‌دانا، برخی از نمایندگان مجلس شورای اسلامی، خبر از آماده‌شدن طرح استیضاح علی‌اصغر فانی با ۴۰ امضا، برای تحویل به هیئت‌رئیسه مجلس خبر دادند. این استیضاح، بعد از استیضاح فرجی‌دانا، دومین استیضاح نمایندگان علیه وزرای دولت یازدهم محسوب می‌شود که به فاصله کمی از یکدیگر، عملی شدند. در این طرح، ۱۰ دلیل به عنوان مبانی استیضاح معرفی شده که از آن جمله می‌توان به انتصاب مدیران سیاسی و ناکارآمد در آموزش و پرورش، برگشت به‌کار نیروهای بازنشسته، عدم اجرای قانون استخدام مربیان پیش‌دبستانی، حق‌التدریسی و مربیان نهضت سوادآموزی، عدم توجه به بیمه‌های درمان و تکمیلی فرهنگیان و عدم توجه به حوزه تربیتی دانش‌آموزان، اشاره کرد.

## حواشی اعلام وصول استیضاح
در ۱۹ خرداد ۱۳۹۴، طرح استیضاح وزیر آموزش و پرورش با ۶۴ امضا و در ۱۰ محور توسط هیئت رئیسه مجلس شورای اسلامی اعلام وصول شد. محمدرضا باهنر، نایب دوم رئیس مجلس شورای اسلامی نیز در این رابطه اعلام کرد: «چهارشنبه هفته آینده طرح استیضاح وزیر آموزش و پرورش در دستور کار مجلس قرار خواهد گرفت و وزیر در جلسه علنی از عملکرد خود دفاع می‌کند.»
اما روز بعد، محمد دهقان، عضو هیئت رئیسه مجلس اعلام کرد که مطابق آیین‌نامه جدید، هیئت رئیسه باید استیضاح را برای کمیسیون مربوط فرستاده و کمیسیون یک هفته با حضور مسئولان و درخواست‌کنندگان استیضاح، موضوع را مورد بررسی قرار می‌دهد. او خاطر نشان کرد: «شرط برگزاری جلسه استیضاح این است که در پایان مهلت یک هفته‌ای، امضاهای استیضاح به ۱۰ نفر برسد؛ به عبارت دیگر ۱۰ نماینده مجلس بر درخواست خود مبنی بر استیضاح، پایبند باشند. در این صورت در اولین جلسه علنی استیضاح بررسی خواهد شد.»
هنوز چند ساعت از اظهارات دهقان نگذشته بود که، محمد حسن ابوترابی فرد، نایب رئیس مجلس در صحن علنی، وصول استیضاح وزیر آموزش و پرورش که در روز گذشته صورت گرفته بود را کان لم یکن خواند و گفت: «هفته آینده جلسه غیرعلنی بررسی مشکلات معیشتی فرهنگیان با حضور وزیر آموزش و پرورش برگزار خواهد شد.»
با این حال چند ساعت پس از اعلام عدم وجاهت اعلام وصول استیضاح وزیر آموزش و پرورش، جبار کوچکی‌نژاد ارم ساداتی، عضو کمیسیون آموزش و تحقیقات مجلس اعلام کرد: «روز گذشته آقای باهنر طرح استیضاح وزیر آموزش و پرورش را اعلام وصول کرد که این موضوع مطابق با آئین‌نامه قبلی مجلس بود حتی آقای لاریجانی دستور داده بود که این طرح اعلام وصول شود. زمانی که طرح استیضاح اعلام وصول می‌شود تا ده روز فرصت وجود دارد تا در صحن علنی مجلس، مسئله استیضاح با حضور وزیر بررسی شود. اما مطابق با آئین‌نامه جدید مجلس، پس از وصول طرح استیضاح باید جلسه‌ای با حضور وزیر آموزش و پرورش و نمایندگان خواستار استیضاح برگزار شود که اگر تعداد موافقان استیضاح به کم‌تر از ده نفر برسد این موضوع از دستور کار خارج می‌شود.»

## جلسه فانی و کمیسیون آموزش و تحقیقات مجلس
در ۲۴ خرداد ۱۳۹۴ جلسه وزیر آموزش و پرورش با نمایندگان خواستار استیضاح برگزار و مقرر شد کمیسیون طی دو یا سه روز آینده نتیجه نهایی به هیئت رئیسه مجلس اعلام شود. عبدالواحد فیاضی، سخنگوی کمیسیون آموزش و تحقیقات مجلس در رابطه با نتیجه این جلسه اعلام کرد: «در ظاهر اینگونه استنباط نمی‌شد که نمایندگان موافق استیضاح از توضیحات وزیر آموزش و پرورش قانع شده باشند و تا این لحظه هیچ نماینده‌ای امضای خود را پس نگرفته‌است و تعداد موافقان استیضاح وزیر آموزش و پرورش کاهش نیافته‌است.»
در نهایت در ۲۶ خرداد ۱۳۹۴، اعلام شد که پانزده تن از نمایندگان از جمله سید محمدعلی موسوی جزایری، سید شکرخدا موسوی، سیدهادی حسینی، غلامرضا کاتب، عطاءالله سلطانی صبور، شهلا میرگلوی بیات، عباس صلاحی، عزت‌الله یوسفیان ملا، حجت‌الله درویش پور، مهدی کوچک زاده، ناصر کاشانی، سلیمان عباسی، سیدمحمد بیاتیان، ناصر صالحی‌نسب و عبدالله تمیمی، امضاء خود را از طرح استیضاح وزیر آموزش و پرورش پس گرفته‌اند.

## واکنش‌ها

### پیش از استیضاح
- حسن روحانی، رئیس‌جمهوری ایران در ۳۱ خرداد ۱۳۹۴ و در جلسهٔ مشترک دولت و مجلس در نهاد ریاست جمهوری، ضمن درخواست همکاری مجلس با وزیر آموزش و پرورش گفت: «سؤال و استیضاح از وزرا حق قانونی مجلس است، اما در این شرایط که آخرین سال فعالیت مجلس نهم است، امیدواریم جلسه استیضاح به بهترین نحو که نشانه همدلی و همکاری دولت و مجلس باشد، برگزار شود.»[۱۱]
- اسحاق جهانگیری، معاون اول رئیس‌جمهور، در ۲۵ خرداد ۱۳۹۴ در کنگره ملی پرسش مهر پانزدهم در واکنش به استیضاح فانی گفت: «این دولت یازدهم تلاش داشت تا در آموزش و پرورش از نیروهای داخلی آن اقدام به انتخاب وزیر کند و بر این اساس فردی انتخاب شود که از بطن آموزش و پرورش بوده و مسائل و مشکلات آن را به خوبی می‌شناسد. در مرحله نخست آقای نجفی به مجلس معرفی شد و با سابقه خوبی که در آموزش و پرورش و در میان فرهنگیان داشت، مجلس به وی رأی اعتماد نداد و بلافاصله آقای فانی که سابقه درخشانی در آموزش و پرورش دارد به مجلس معرفی شد و رأی اعتماد گرفت. طی این دو سال کارهای بزرگی در آموزش و پرورش انجام شده‌است و در برخی مواقع که آقای فانی در جلسه هیئت دولت کارهای مهمی را که انجام داده‌اند بازگو می‌کند، موجب تحسین می‌شود.»[۱۲]
- غلامعلی حداد عادل، رئیس فراکسیون اصولگرایان مجلس شورای اسلامی در ۲۵ خرداد ۱۳۹۴ در حاشیه مراسم بزرگداشت احمد قدیریان در جمع خبرنگاران با بیان اینکه استیضاح حق نمایندگان است ولی همه باید دقت کنیم و حق را در موقعی که مصلحت است، استفاده کنیم، گفت: «ممکن است برخی از نمایندگان به این مصلحت رسیده باشند که در حال حاضر زمان استیضاح فرا رسیده‌است. اما بنده استیضاح وزیر آموزش و پرورش را به مصلحت نمی‌دانم.»[۱۳]
- محمدرضا تابش، نماینده مردم اردکان در مجلس شورای اسلامی در ۲۰ خرداد ۱۳۹۴ در گفت و گو با خبرنگار پارلمانی ایرنا گفت: «در شرایط فعلی که دولت با تنگناها و چالش‌های زیادی مواجه است و ما به لحاظ مذاکراتی که در حال انجام است در مقطع حساسی به سر می‌بریم این طرح استیضاح به صلاح نیست… بسیاری از مجلسی‌ها مخالف این طرح استیضاح هستند. ما باید همه جوانب را برای استیضاح بسنجیم، باید ببنیم منابع، امکانات، محدودیت‌ها و فشارها چه طور است، نباید انتظار معجزه داشته باشیم اینها سوپرمن نیستند.»[۱۴]
- مسعود پزشکیان، نماینده مردم تبریز، آذرشهر و اسکو در مجلس شورای اسلامی در ۱ تیر ۱۳۹۴ در خصوص احتمال رای آوردن استیضاح فانی در صحن علنی مجلس گفت: «نمی‌دانم که رای می‌آورد یا نمی‌آورد اما به هر حال بنده موافق استیضاح وی نیستم و معتقدم مشکلات فرهنگیان مربوط به دولت و مجلس است. چون آن‌ها در مجلس یا دولت پولی به آموزش و پرورش نداده‌اند که حالا بگویند چرا آن پول را به معلم‌ها نمی‌دهید، در نتیجه مشکل، مشکل وزیر نیست، حالا وزیر را هم عوض کنند تا مشکل تأمین اعتبار و بودجه وزارتخانه حل نشود، وزیر جدید هم کاری نمی‌تواند انجام دهد، حالا هر کسی را که می‌خواهند بیاورند.»[۱۵]
- غلامرضا تاجگردون، عضو کمیسیون تلفیق بودجه و نماینده مردم گچساران در مجلس شورای اسلامی در ۱ تیر ۱۳۹۴ در گفتگو با خبرآنلاین مخالفت شدید خود را از استیضاح فانی اعلام داشت و گفت: «استیضاحی که بر اساس مطالبه شخصی و گروهی باشد با فرمایش‌های مقام معظم رهبری در منافات است. زمانی که نمایندگان تصمیم به استیضاح وزیری می‌گیرند، باید این را هم در نظر داشته باشند که خود مجلس هم به دلیل عدم دادن آگاهی‌های کافی ممکن است مقصر باشد. بنده به این دلیل با استیضاح آقای فانی مخالفت نمودم و جز لیست امضاکنندگان استیضاح نبودم، چون می‌دانیم اگر کمی یا کاستی هم وجود داشته باشد ایشان تنها مقصر در این راه نمی‌باشد.»[۱۶]
- احمد بخشایش اردستانی، عضو کمیسیون امنیت ملی و سیاست خارجی مجلس شورای اسلامی نیز که از مخالفان این استیضاح است، در گفت‌وگو با فرارو ضمن تأکید بر اینکه تغییر وزیر خیلی در ساختار مؤثر نیست، گفت: «تجربه استیضاح وزیر علوم نشان داد که در ساختاری تغییری انجام نمی‌شود لذا استیضاح و عزل فانی در این مقطع زمانی و کشاندن وزارتخانه با سرپرست تا مهرماه نتیجه مورد انتظار نمایندگان نیست لذا باید با مسائل به شیوه دیگری برخورد کرد.»[۱۱]
- بهروز نعمتی، نماینده و سخنگوی سابق هیئت رئیسه مجلس شورای اسلامی در گفتگو با خبرآنلاین در خصوص اعلام وصول استیضاح علی اصغر فانی، وزیر آموزش و پرورش پس از جلسه غیر علنی نمایندگان با وی تصریح کرد: «با توجه به جلسه بسیار خوبی که امروز برگزار شد و توضیحات بسیار خوبی که دکتر نوبخت، معاون رئیس‌جمهور و همچنین وزیر مطرح کردند، واقعیت قضیه این است که با وجود این توضیحات، استیضاح دیگر به نوعی گروکشی جناحی محسوب می‌شود.»[۱۷]
- نادر قاضی‌پور، نماینده مردم ارومیه و عضو کمیسیون صنایع و معادن مجلس شورای اسلامی در گفتگو با فرارو گفت: «مگر می‌شود نظر نمایندگان را با یک شام خرید؟! من این استیضاح را امضا کرده‌ام و در جلسه با رئیس‌جمهور نیز صحبت‌های او را به‌خوبی گوش کردم اما با توجه به آن صحبت‌ها و جلسات بررسی که در کمیسیون شده‌است هنوز معتقدم که استیضاح باید انجام شود.»[۱۱]

## برگزاری
در ۲۶ خرداد ۱۳۹۴، محمدرضا باهنر، نایب رئیس دوم مجلس شورای اسلامی اعلام کرد که با توجه به آنکه پس از جلسهٔ کمیسیون آموزش و تحقیقات با وزیر آموزش و پرورش همچنان تعداد امضاء کنندگان استیضاح بیش از ده نفر است، جلسه استیضاح در روز چهارشنبه ۳ تیر ۱۳۹۴ در صحن علنی مجلس شورای اسلامی برگزار خواهد شد.
صبح چهارشنبه ۳ تیر ۱۳۹۴، جلسه استیضاح علی اصغر فانی، وزیر آموزش و پرورش به ریاست محمد حسن ابوترابی فرد در مجلس شورای اسلامی آغاز شد. هیئت رئیسه مجلس در آغاز جلسه استیضاح وزیر آموزش و پرورش اعلام کرد که در این جلسه فقط موافقان استیضاح صحبت می‌کنند. جبار کوچکی‌نژاد ارم ساداتی، نماینده رشت، نادر قاضی پور، نماینده ارومیه، عبدالوحید فیاضی، نماینده محمودآباد، حامد قادرمزی، نماینده قروه، غلامحسین سیری، نماینده هشترود، محسن علیمردانی، نماینده زنجان، محمود شکری، نماینده تالش، سید مهدی موسوی‌نژاد، نماینده دشتستان سخنرانان موافق استیضاح بودند. فانی وزیر آموزش و پرورش را در جلسه استیضاح، اسحاق جهانگیری، معاون اول رئیس‌جمهور، سید محمود علوی وزیر اطلاعات و مجید انصاری، معاون پارلمانی ریاست جمهوری همراهی کردند. حسن روحانی، رئیس قوه مجریه و علی لاریجانی، رئیس قوه مقننه، از غایبان اصلی این جلسه بودند.

## نتیجه
استیضاح وزیر آموزش و پرورش با ۷۶ رأی موافق، ۱۶۷ رأی مخالف و ۱۳ رأی ممتنع از مجموع ۲۵۶، رأی نیاورده و علی اصغر فانی به عنوان وزیر آموزش و پرورش ابقاء گردید.